# Rääkkylä
Rääkkylä (Zweeds: Bräkylä) is een gemeente in de Finse provincie Oost-Finland en in de Finse regio Noord-Karelië. De gemeente heeft een landoppervlakte van 427,78 km² en telt 1.960 inwoners (2022).
Rääkkylä is bekend om zijn rijke culturele traditie, die bekende folkmuzikanten en groepen opleverde als Värttinä, Pauliina Lerche, Burlakat, Rämpsäkät en Mimmit.

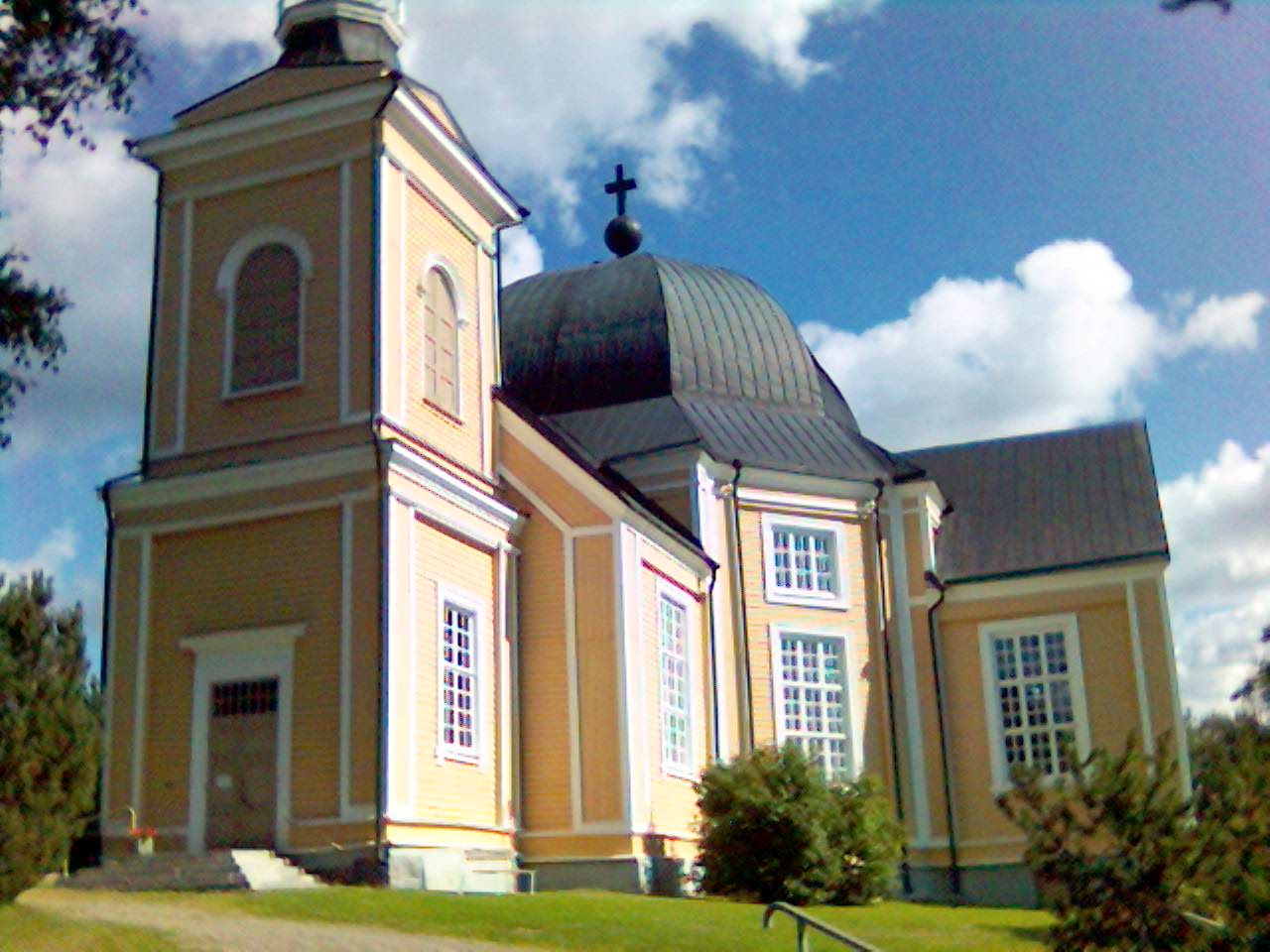
Kerk van Rääkkylä
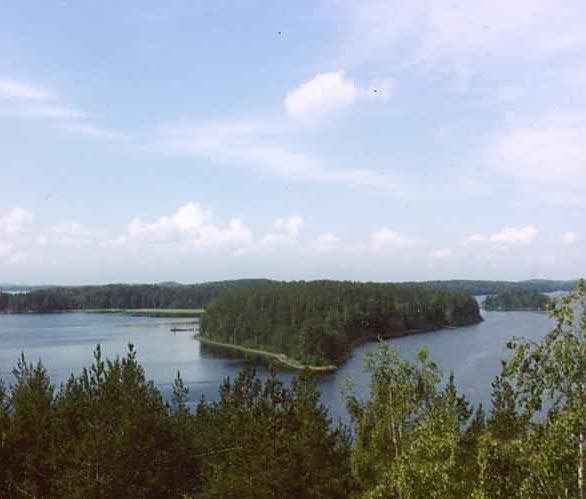
Het eiland Tikansaari, gezien vanuit Rääkkylä
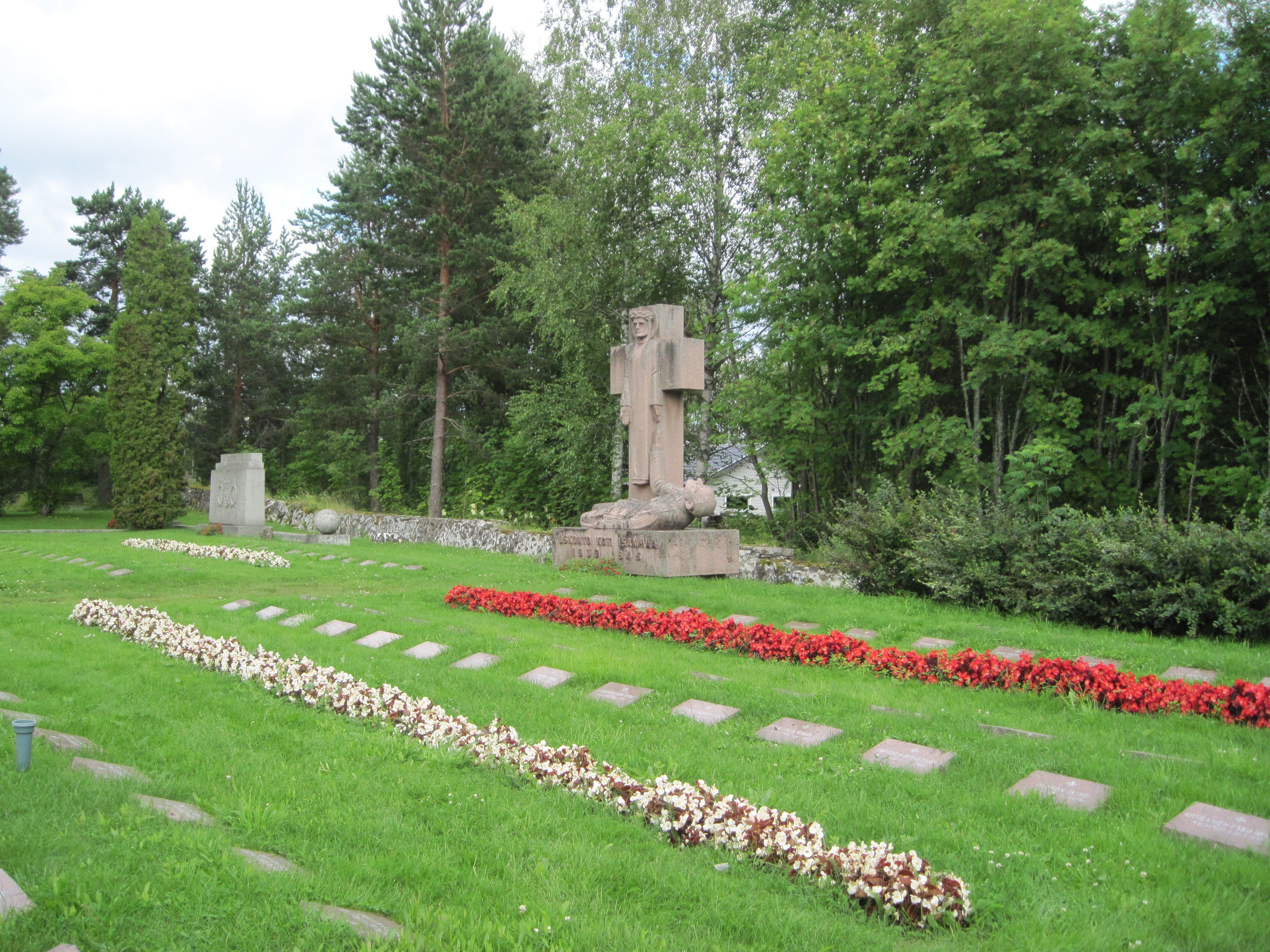
Militaire begraafplaats in Rääkkylä